# Elisey Mysin
Œuvres principales
Mandarin
Elisey Mysin (en russe Елисей Мысин) est un enfant prodige musicien, né le 28 octobre 2010 à Stavropol en Russie. Il est pianiste, compositeur et acteur.

## Musicien
Elisey Mysin joue du piano depuis l’âge de quatre ans. Il étudie à l’École centrale de musique du Conservatoire Tchaïkovski de Moscou auprès des professeurs Natalia Trull et Daniil Tsvetkov.
Il donne des concerts en solo ou avec orchestre et participe à plusieurs festivals internationaux dont les Russian Seasons en Italie, le Amadeus Weekend et les Classical Young Stars en Autriche, Stars on Baikal à Irkutsk en Russie, InClassica à Dubaï, l’International Keyboard Odyssiad & Festival à Fort Collins, au États-Unis et le Festival Michelangeli de Trente, en Italie.
À cinq ans, il donne sa première représentation au piano en public en interprétant de mémoire Une vieille chanson française de Tchaïkovski et l’Écossaise en sol majeur G WoO 23 de Beethoven.
En 2017, à six ans, il participe au concours international « Astana Piano Passion » pour jeunes pianistes dans la catégorie 6-11 ans. La même année, il interprète dans un concert de gala la Polka italienne pour piano à 4 mains de Sergueï Rachmaninov avec Denis Matsouïev, sur la Place Rouge à Moscou, en l'honneur de l'ouverture de la Coupe du monde de football.
À Vienne, il participe au Classical Young Stars, festival de musique international pour enfants et adolescents sous la présidence de Denis Matsuev,.
À sept ans, il interprète, pour la première fois à la télévision, au dix-septième Forum international de piano, le Nocturne en do dièse mineur de Chopin. La vidéo a été vue plus d’un million de fois sur YouTube.
À huit ans, il interprète en public, sans partition, le Concerto n° 3 en ré majeur de Mozart à Naberezhnye Chelny en Russie.
Le 5 mai 2021, au Tchaikovsky Concert Hall de Moscou, Elisey Mysin (10 ans) et Ivan Bessonov (18 ans) improvisent, au piano à quatre mains, sur le thème du rondo alla Turqua de Mozart .

### Compositions
- Noël (op. 01/05/2018)[12]
- Prélude de Noël - Veille de Noël (Op.12/29/2019)
- La Marche d’Hallowen
- Mandarin[13]

## Acteur
Elisey Mysin a fait, en 2020, ses débuts comme acteur dans le film Pro Lyolyu i Minku, alias « À propos de Lelya et Minka » (Tout sur ma sœur),.

## Prix et distinctions
- 2016, finaliste du Concours de télévision panrusse «Blue Bird».
- 2017, 1er prix du 5e Concours international de la jeunesse «Where Art is Born».
- 2020 et 2021, premiers prix du Concours international de piano Vladimir Krainev de Moscou.
- 2022, 1er prix du 4e Concours international Mozart de Zhuhai en Chine pour jeunes musiciens[16].
- 2022, prix d’or du Parnassus, 17e Forum international de piano Bieszczady sans frontières, Sanok, Pologne[17].
- 2023, 1er prix au Concours International Robert Schumann de Düsseldorf pour jeunes pianistes[18].
- 2023, 1er prix au Concours international de piano de Cleveland (CIPC), catégorie junior (11-14 ans), ainsi que le Prix Mozart et le Prix du public[19].
- 2023, 1er prix au Concours international de piano Chopin à Nashville au États-Unis, division Artiste (catégorie 16-22 ans), ainsi que le Prix du public[20],[21].